# Eporectis aspilata
Eporectis aspilata là một loài bướm đêm trong họ Noctuidae.